# Попаян
Попаян (ісп. Popayán) — місто та муніципалітет в Колумбії, столиця департаменту Каука. Місто має населення близько 215 тис. мешканців та було засноване Себастьяном де Бельалькасаром 13 січня 1537 року. Місто відоме як Ciudad Blanca (Біле місто) завдяки своїм чудовим білим будинкам колоніального періоду, крім архітектури місто відоме своїм історичним значенням у формуванні політики та культури сучасної Колумбії. Звідки походить більше президентів країни, ніж з будь-якого іншого міста, та багато поетів, художників та композиторів. У місті розташований відомий Університет Кауки (засн. 1827), один з найстаріших та найкращих університетів країни. 
Значна частина міста постражджала від землетрусу 31 березня 1983 року, і хоча місто було відновлене, у центрі залишаються зруйновані цим землетрусом старі будівлі. Біля міста розташований Національний парк Пурасе, відомий великим числом геотермальних джерел, водоспадів та погаслим вулканом Пурасе. Найближче велике місто — Калі, розташоване у сусідньому департаменті Вальє-дель-Каука на північ від Попаяну.

## Клімат
Місто знаходиться у зоні, котра характеризується океанічним кліматом субтропічних нагір'їв. Найтепліший місяць — лютий із середньою температурою 19.4 °C (67 °F). Найхолодніший місяць — січень, із середньою температурою 18.9 °С (66 °F).
| Клімат Попаяна          | Клімат Попаяна | Клімат Попаяна | Клімат Попаяна | Клімат Попаяна | Клімат Попаяна | Клімат Попаяна | Клімат Попаяна | Клімат Попаяна | Клімат Попаяна | Клімат Попаяна | Клімат Попаяна | Клімат Попаяна | Клімат Попаяна |
| Показник                | Січ.           | Лют.           | Бер.           | Квіт.          | Трав.          | Черв.          | Лип.           | Серп.          | Вер.           | Жовт.          | Лист.          | Груд.          | Рік            |
| Абсолютний максимум, °C | 31             | 30             | 30             | 30             | 32             | 32             | 31             | 29             | 30             | 29             | 31             | 31             | 32             |
| Середній максимум, °C   | 22             | 22             | 22             | 22             | 22             | 22             | 22             | 22             | 22             | 22             | 21             | 22             | 22             |
| Середня температура, °C | 18             | 19             | 19             | 19             | 19             | 19             | 19             | 19             | 18             | 19             | 18             | 19             | 19             |
| Середній мінімум, °C    | 15             | 16             | 16             | 16             | 16             | 16             | 15             | 15             | 15             | 16             | 16             | 16             | 16             |
| Абсолютний мінімум, °C  | 8              | 8              | 8              | 8              | 7              | 9              | 8              | 8              | 8              | 7              | 11             | 8              | 7              |
| Норма опадів, мм        | 150            | 140            | 180            | 180            | 150            | 90             | 40             | 40             | 100            | 270            | 290            | 270            | 1950           |
| ----------------------- | -------------- | -------------- | -------------- | -------------- | -------------- | -------------- | -------------- | -------------- | -------------- | -------------- | -------------- | -------------- | -------------- |
| Джерело: Weatherbase    |                |                |                |                |                |                |                |                |                |                |                |                |                |

## Галерея

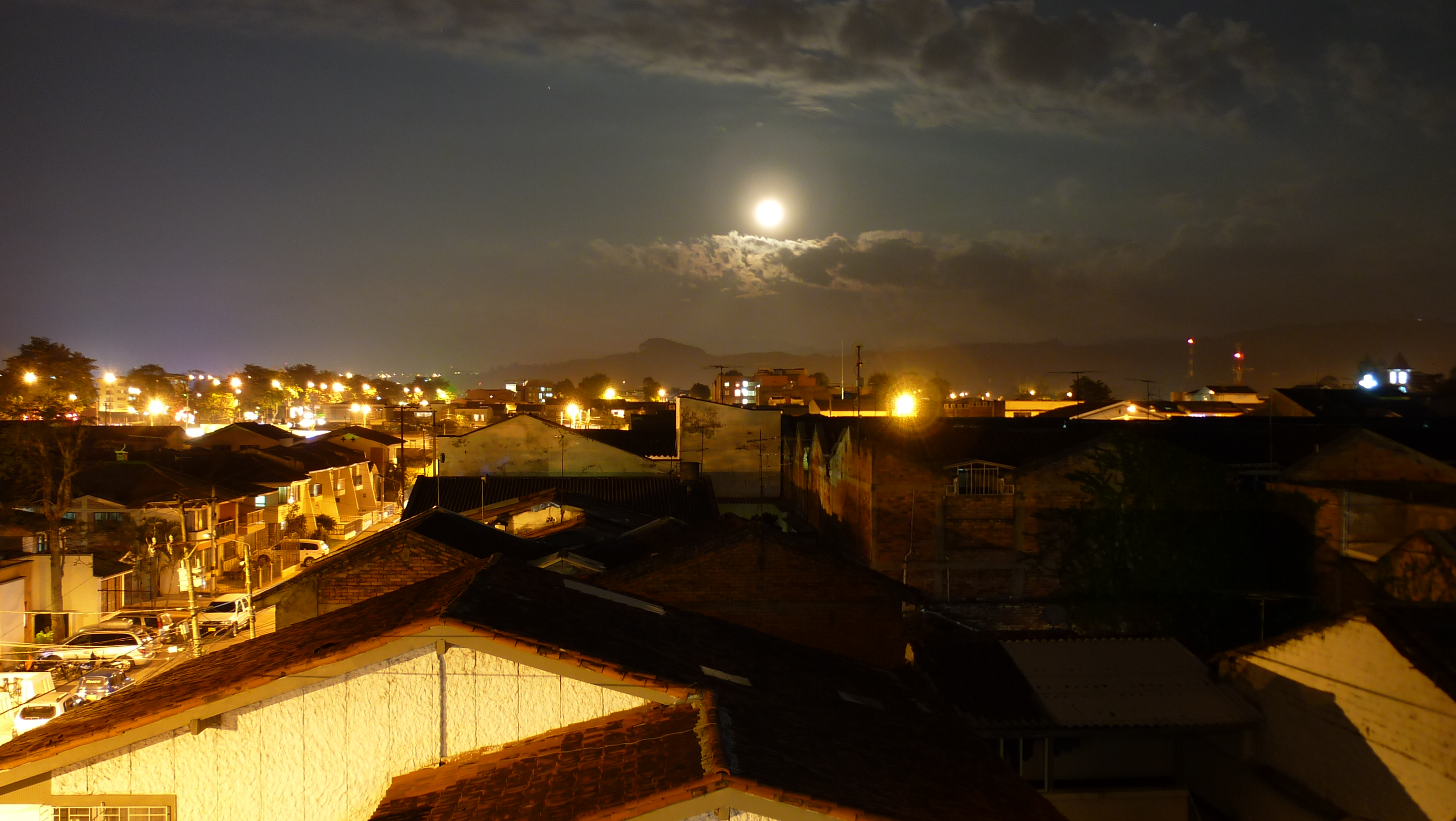
Нижнє місто.
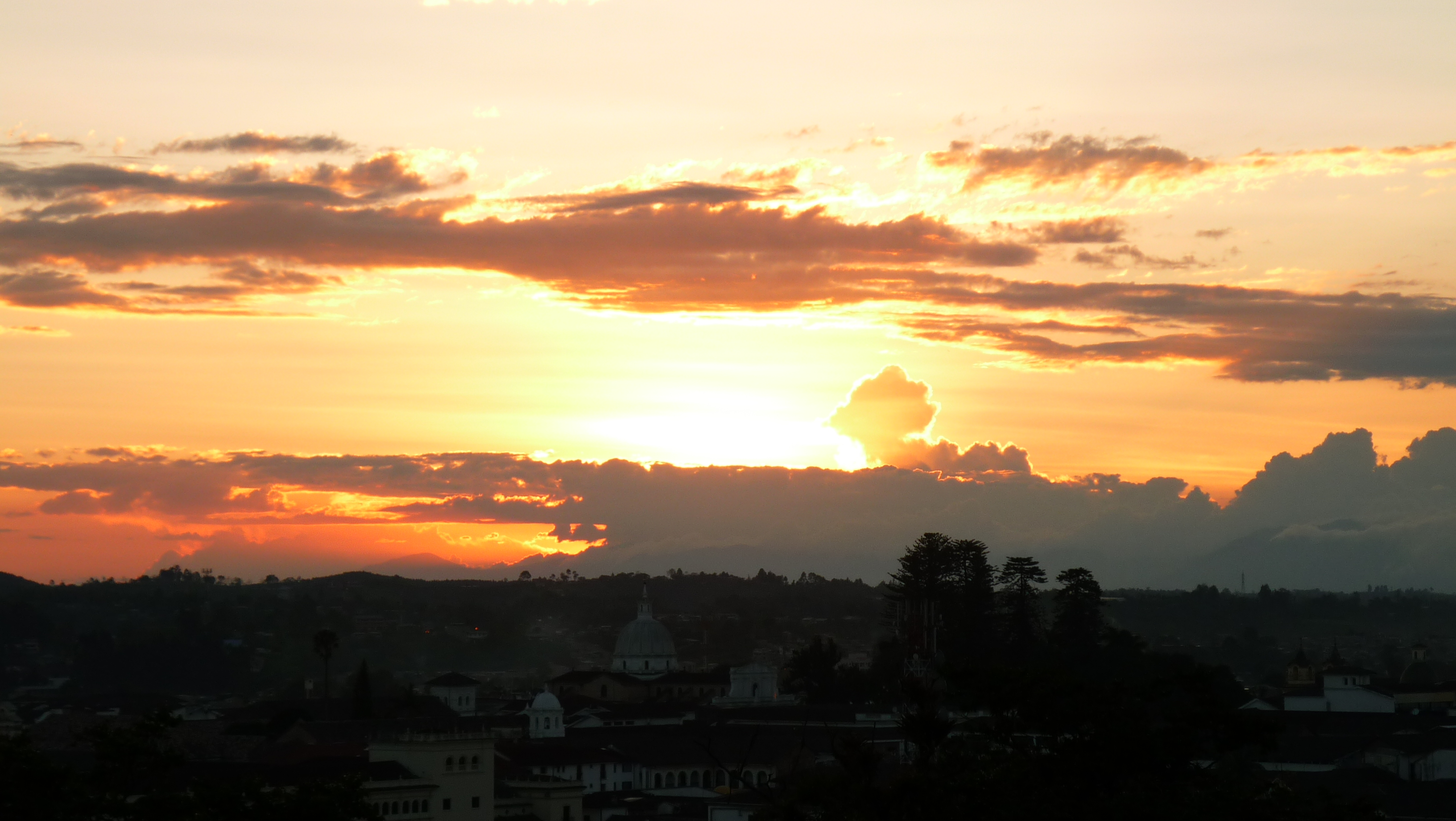
Вечір.
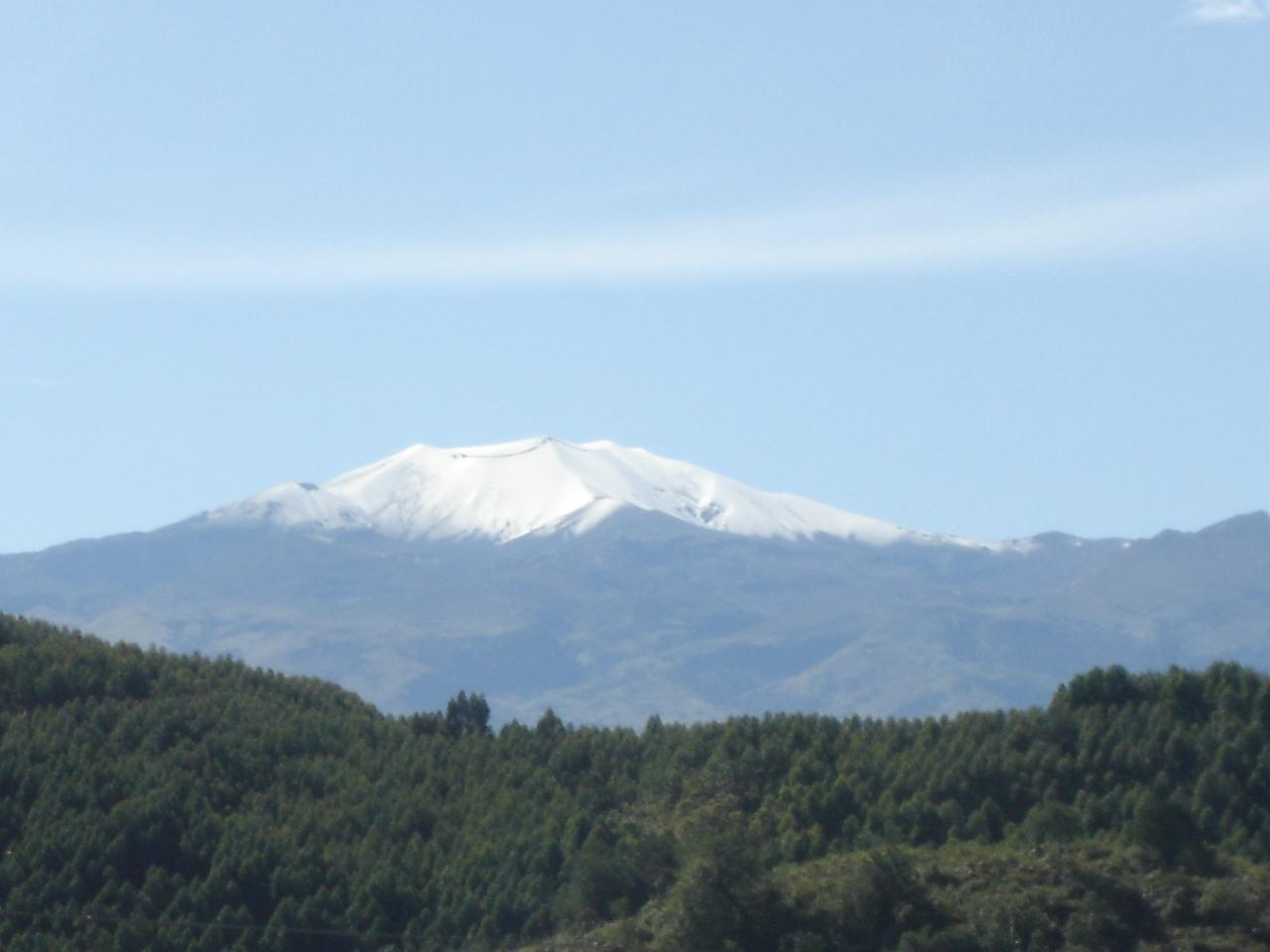
Вулкан.
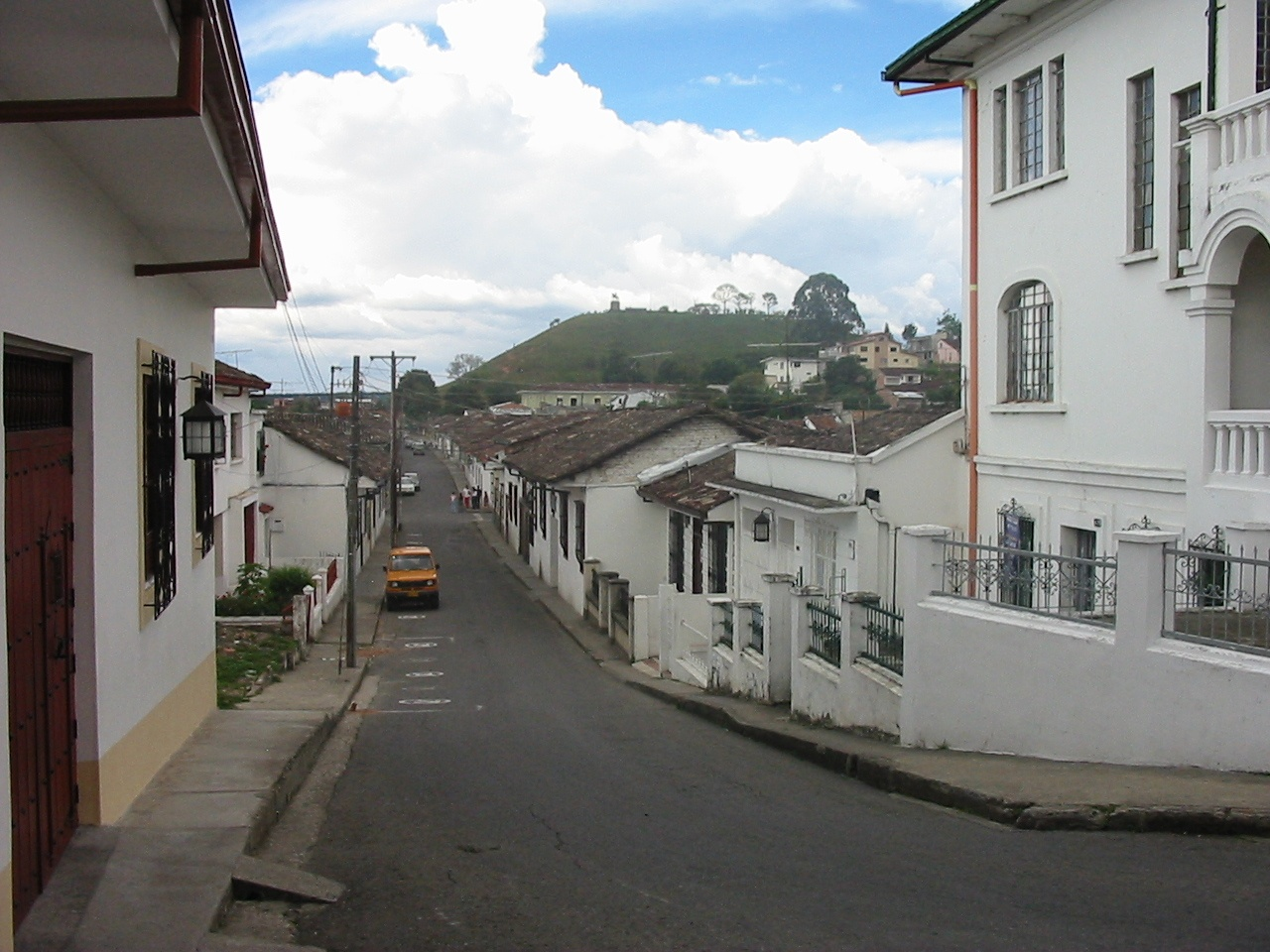
Вуличка.
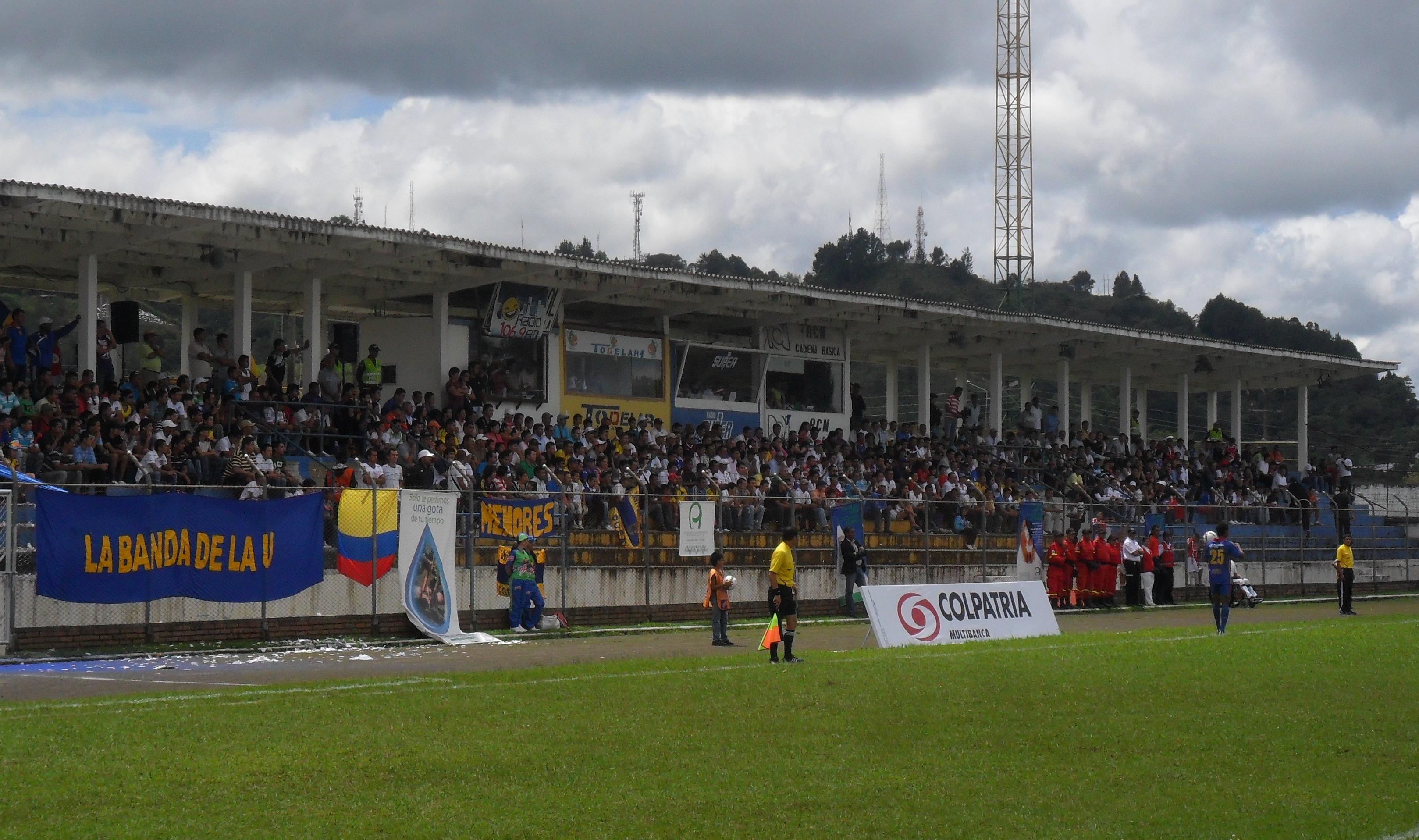
Стадіон Сіро Лопес.
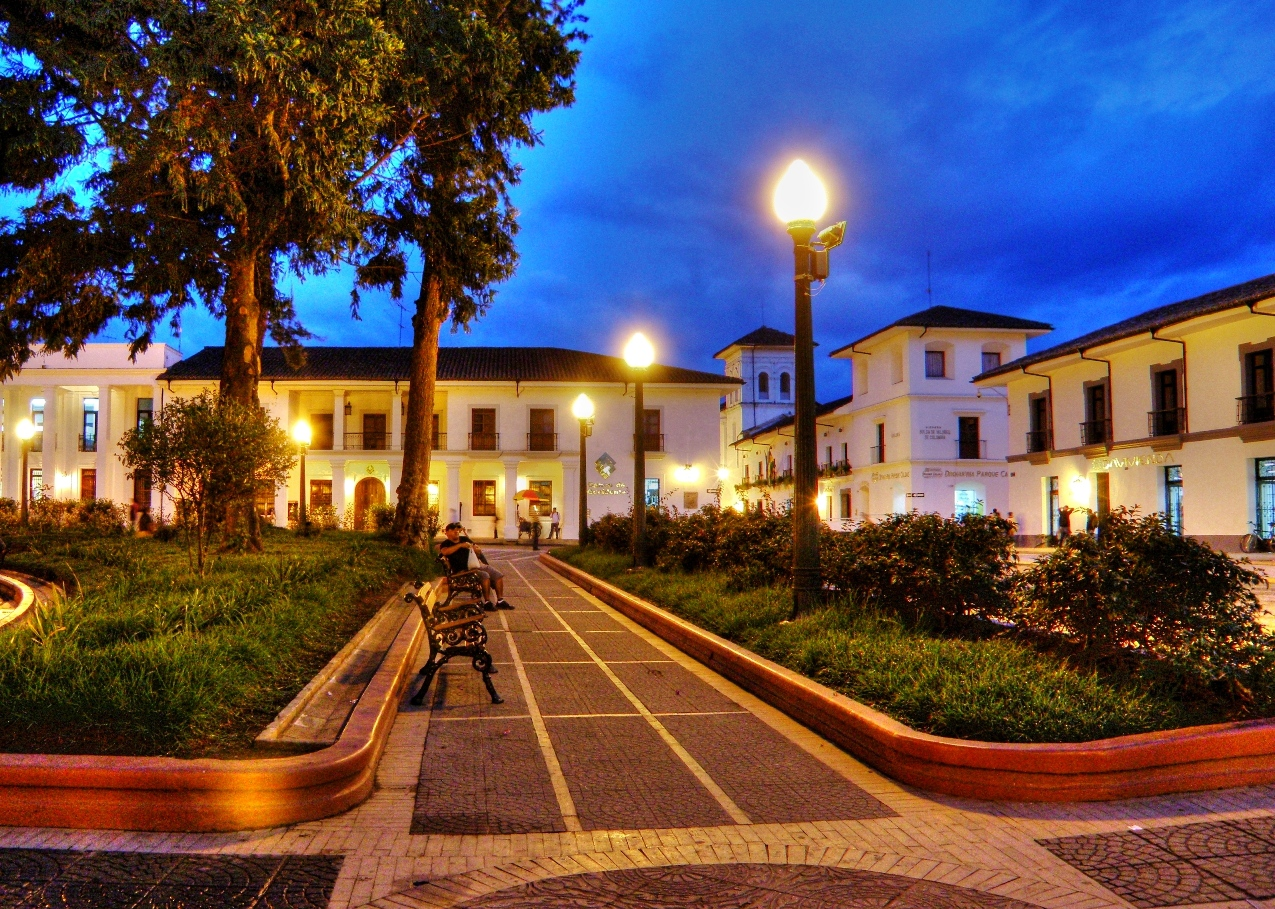
Центр міста.
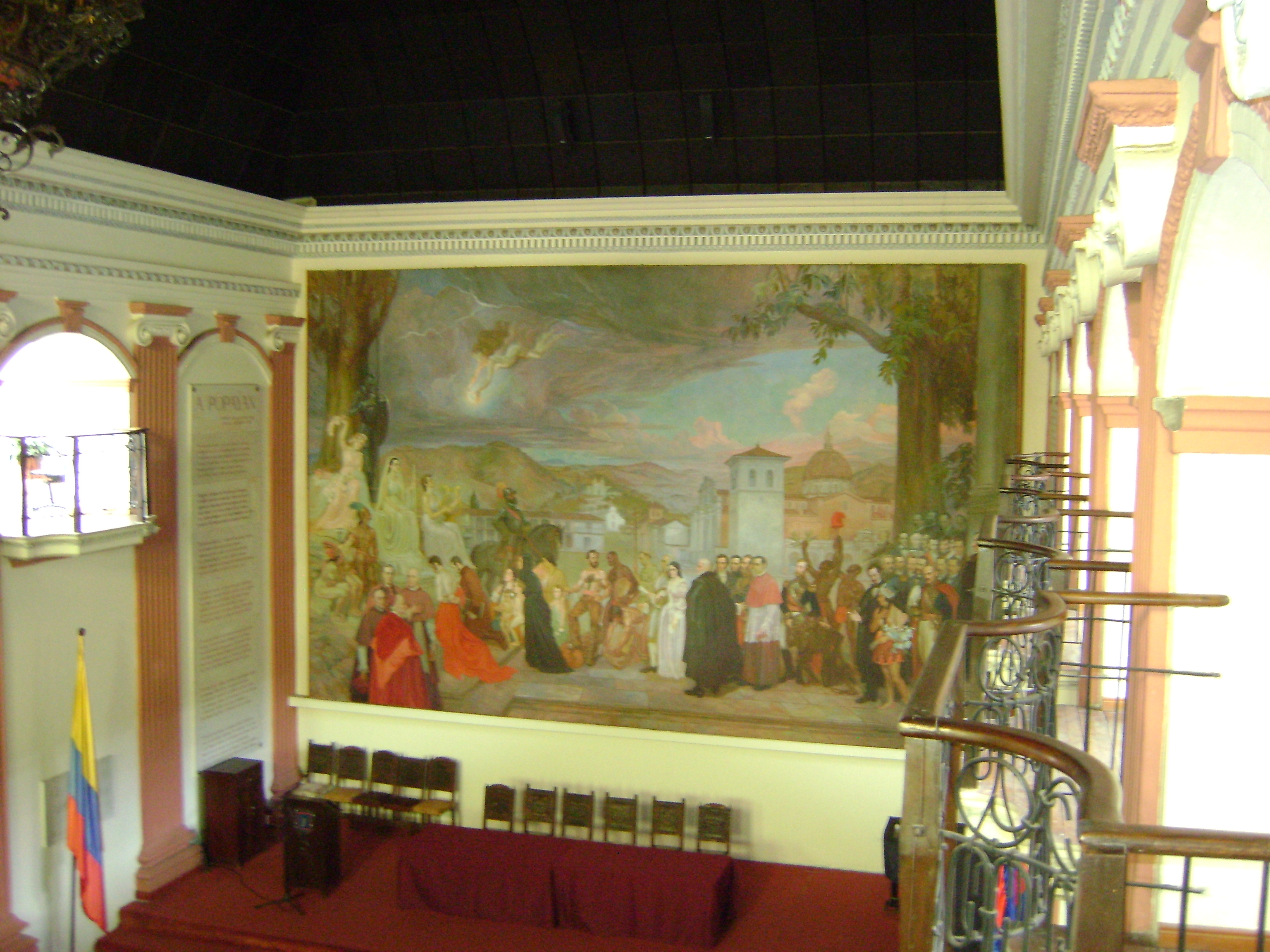
Університет-дель-Каука.